# Uncinula necator
Uncinula necator (Schweinf.) Burrill, mais conhecido por Oidium tuckeri Berk., nome específico que foi largamente utilizado nos finais do século XIX e princípios do século XX e que ainda é usado no contexto agronómico, é uma espécie de oídio fortemente patogénica para as variedades europeias da videira (Vitis vinifera). Sendo mais frequente nas regiões de clima húmido, o Uncinula necator é capaz de infectar videiras saudáveis quando as folhas não se encontram molhadas, bastando que persistam por períodos longos situações de elevada humidade relativa do ar. A forma conidial, ou anamorfo, do fungo é pulverulenta a filamentosa, de cor branca a cinzenta, razão porque as suas infestações são referidas como a doença da cinza, já que os órgãos das plantas infectados parecem recobertos por uma fina camada de cinza.
O fungo é originário da América do Norte razão pela qual a maioria das castas europeias de videira apresentam uma elevada susceptibilidade à infecção, já que não apresentam mecanismos adaptativos de resistência.
A doença que causa, conhecida por cinza, mufeta ou oídio tuckeri, é uma das doenças fúngicas mais comuns e de mais ampla distribuição nas principais zonas vitícolas do mundo, tendo provocado, particularmente antes da descoberta dos fungicidas orgânicos, elevados prejuízos. A sua grande incidência e os resultados devastadores da infecção sobre a produtividade das videiras levaram ao desaparecimento da cultura da vinha nas zonas de clima mais húmido, em particular nas regiões marítimas e oceânicas caracterizadas por elevado teor de humidade no ar. 
Tendo em conta que a germinação dos esporos é inibida pela presença de água livre na superfície das folhas, a doença ganha maior importância quando ocorrem períodos sem chuva, mas em que o ar mantém elevada humidade. O crescimento micelial tem o seu óptimo entre 21 °C e 30 °C, embora o fungo se possa desenvolver a temperaturas entre 6 °C e 33 °C. 
O fungo desenvolve-se na superfície dos órgãos verdes das plantas como rebentos, folhas e bagos, que ficam recobertos por um crescimento pulverulento cinzento ou branco, formando manchas difusas. Estas estruturas pulverulentas são constituídas pelas hifas da forma conidial do fungo, conhecida por Oidium tuckeri. As flores e os bagos pequenos secam e caem quando atacados. Outro sintoma típico é a rachadura dos bagos mais desenvolvidas, com exposição das sementes. Mesmo não ocorrendo fendilhamento, os cachos ficam depreciados, pois a superfície do bago fica manchada. A infecção causa invariavelmente grandes danos se as vinhas não forem atempadamente tratadas.
Este oídio é tratado com enxofre e com fungicidas, em especial com compostos orgânicos pertencentes ao grupo das estrobilurinas. A espécie desenvolve resistência aos fungicidas orgânicos, pelo que o tratamento das vinhas afectadas é feito com uma combinação de pelo menos três compostos. Não consegue, contudo, desenvolver resistência ao enxofre, mas a eficácia daquele elemento como fungicida é baixa, o que requer tratamentos que o associam aos fungicidas orgânicos. Apesar disso, a pulverização com enxofre constitui o método mais eficaz de prevenção.